# كايل أسانتي
كايل أسانتي (بالإنجليزية: Kyle Asante)‏ هو لاعب كرة قدم بريطاني في مركز الهجوم، ولد في 13 نوفمبر 1991 في إسكس في المملكة المتحدة. لعب مع سانت نيوتس تاون ونادي ساوثيند يونايتد.

## وصلات خارجية
- كايل أسانتي على موقع قاعدة بيانات كرة القدم.إي يو (الإنجليزية)
- كايل أسانتي على موقع Soccerbase.com (لاعب) (الإنجليزية)